# 1. gardijska brigada HVO "Ante Bruno Bušić"
1. gardijska brigada Ante Bruno Bušić bila je gardijska mehanizirana brigada Hrvatskog vijeća obrane tijekom rata i poslijeraća u Bosni i Hercegovini. Postrojba je utemeljena kao pukovnija 13. lipnja 1992. godine, da bi 1994. bila preustrojena u gardijsku brigadu. Ime je dobila po hrvatskom političkom emigrantu Bruni Bušiću. 
1. gardijska brigada je odlikovana Redom Nikole Šubića Zrinskog povodom Dana pobjede i domovinske zahvalnosti i 25. obljetnice Operacija Oluja 2020. godine.

## Povijest

### Utemeljenje
Povijest ove brigade započinje početkom ožujka 1992., u Posuškom Gradcu gdje je, po zapovjedi generala Ante Zorislava Rose, utemeljena prva profesionalna hrvatska postrojba u Hrvatskoj zajednici Herceg Bosni. Tada HVO još nije bio službeno ni osnovan, a bošnjački političari u Sarajevu su sebe i sve oko sebe uvjeravali kako "rata neće biti". Postrojba je popunjena isključivo dragovoljcima, s ciljem obrane od srpskog agresora. Prvi zapovjednik postrojbe Bojna "Knez Branimir", koja je preteča "Bušića", bio je Slavko Grubišić, hrvatski povratnik iz političke emigracije.
Iz HV-a su oujka stigli momci iz ovih krajeva radi ustrojavanja profesionalne postrojbe. Odazvali su se u ogromnom broju. 18. ožujka 1992. formirane su u Posuškom Gradcu tri postrojbe : Posuška, Širokobriješka i Ljubuška. Prišlo se ubrzanoj obuci jer vremena je bilo malo. Ni toliko vremena nije ostalo, jer su obuku morali prekinuti zbog odlaska na teren. Borili su se u Krivodolu kod Mostara, nakon čega su prešli na crtu obrane Livna, a potom su zaredali tereni: Koričina, Borova glava, Osinja glava, Bućine Košare, Cincar, Strupnić, Čelebić.

### Pukovnija
Novoutemeljena postrojba nosila je naziv Bojna “Knez Branimir” s četiri satnije, u Posušju, Ljubuškom, Širokom Brijegu i Uskoplju. Jačanjem bojnih djelovanja, te povećanjem potrebe za jednom obučenom i opremljenom, te visokomobilnom postrojbom, ova bojna je preustrojena u Pukovniju “Ante Bruno Bušić”. Pukovnija je svečanu prisegu položila na dan Sv. Ante, 13. lipnja 1992. god. Taj događaj označio je začetak prve profesionalne postrojbe HVO-a kojom je zapovijedao Anđelko Đerek. Pukovnija je imala četiri bojne, posušku “Vitez Damir Martić”, širokobriješku “Ivica Jelčić Čarls”, livanjsku “Ferdo Sučić” i uskopaljsku “Zvonko Krajina”. Jačanjem borbi u srednjoj Bosni donesena je odluka o osnutku bojne u Žepču, koja je nosila naziv “Andrija Tadić”, također po poginulim pripadnicima postrojbe. U listopadu 1992. zapovjednik postrojbe postaje Antun Luburić.

### Akcije
Obuka i tereni smjenjivali su se u kontinuitetu, livanjsko bojište, mostarsko, središnja Bosna, Jajce, Zavidovići i okolica Žepča, čitava 1992. protekla je u napadnim operacijama, koje su Bušići, kako ih je hrvatski narod nazvao i prepoznavao, odrađivali visokoprofesionalno i uspješno. Došla je 1993., zategnuti odnosi između HVO-a i Armije BiH, bošnjačke i hrvatske politike, dovela je do novog, još krvavijeg rata. I opet su Bušići bili u prvome redu. Uskoplje, Bugojno, Konjic, Mostar, Žepče, Travnik, smjenjivale su se bitke, pobjede, ali je rastao i broj poginulih. Te godine obljetnica postrojbe nije obilježena. Samo nekoliko dana ranije na konjičkom ratištu, u osvajanju strateške kote pukovnija je imala nekoliko poginulih pripadnika. Zadaća je, usprkos žrtvama, i tada bila obavljena.

### Gardijska brigada
Bušići odlaze u Mostar gdje se vode žestoke ulične borbe. Bušići su u središtu mostarskog pakla, a u to vrijeme baza postrojbe je vojarna na Heliodromu. Krajem ljeta, početkom ofenzive Armije BiH na Uskoplje, Bušići opet stižu u pomoć. Slamali su se na njima juriši Armije BiH i mudžahedinskih postrojbi stranih plaćenika, ali usprkos svim problemima s kojim se postrojba susretala, Bušići su izdržali. Rovovi su bili toliko blizu da su se vojnici obje strane dobacivali ručnim bombama, ali Uskoplje nije palo. To je i vrijeme najveće krize postrojbe koja je bila trn u oku mnogima jer nije pljačkala i sramotila svoj narod, nego ga je branila. Istodobno žepačka bojna bila je kralježnica obrane žepačke enklave. Kraj 1994. i sukoba s Armijom BiH Bušići su dočekali na uskopaljskom ratištu. Pukovnija potom prelazi u Čapljinu, gdje u vojarni “Božana Šimovića” počinje preustroj pukovnije u 1. gardijsku brigadu HVO "Ante Bruno Bušić". Tada se prvi put na jednom mjestu objedinjuju sve bojne brigade, priključuju im se i tenkovske, topničke i mehanizirane bojne, osniva se protuoklopna raketna divizija koja će po zlu upamtiti tenkove i oklop generala Mladića predstojećeg ljeta. Pod zapovjedništvom tada brigadira, kasnije generala Željka Glasnovića, novoustrojena 1. gardijska priseže domovini.

### Operacija Ljeto '95.
Krajem ljeta počinje velika operacija Ljeto '95. u sklopu koje Bušići s drugim gardijskim brigadama, te Specijalnom policijom HVO-a, oslobađaju grad Kupres i šire područje općine. Zimu Bušići provode “radno”, sudjeluju s drugim postrojbama HV-a i HVO-a u operacijama na livanjskom ratištu, stvarajući preduvjete za napadne operacije početkom 1995. “Zima”, “Skok 1 i 2”. Nezaustavljivi nalet hrvatskih snaga zbrisao je linije srpske obrane u Livanjskom polju, oslobođen je Glamoč, Grahovo, Drvar, na kupreškom dijelu ratišta osvojen je, za Armiju BiH neosvojivi vrh Demirovac na kojeg su Bušići postavili veliki hrvatski stijeg. Potom je uslijedila operacija Oluja u kojoj su Bušići odradili ulogu vezivanja što većeg dijela srpskih snaga na sebe, napadom na utvrđenu kotu u kartama i vojnim izvješćima poznatu tek kao broj – 1422.

### Sastavnica Oružanih snaga BiH
To je ujedno i jedina linija koju su Bušići napali, a nisu probili. S druge strane stajale su, između ostalih, i zloglasne “Pantere” iz Bijeljine, u biti pripadnici Postrojbe za posebne operacije Službe državne sigurnosti Srbije. Bušići će im vratiti milo za drago nešto kasnije, nakon zauzimanja Jajca, kada su im nanijeli takve gubitke da su prestali postojati kao postrojba. Nakon Oluje uslijedio je juriš na Banju Luku. Oslobođeno je Šipovo, Jajce, Mrkonjić Grad, zauzete hidrocentrale na Vrbasu, Bušići su s drugim postrojbama HV-a i HVO-a izbili na Manjaču, gledajući kao na dlanu Banju Luku, iz koje je bježalo što je pobjeći moglo. Po političkom nalogu, zaustavljeno je napredovanje hrvatskih snaga. Uslijedio je Daytonski sporazum, 1. gardijska je svoje sjedište izgradila u Drvaru, a dio postrojbe ostao je na Kupresu.

## Odlikovanja
1. gardijska brigada Ante Bruno Bušić je odlikovana Redom Nikole Šubića Zrinskog povodom Dana pobjede i domovinske zahvalnosti i 25. obljetnice Operacija Oluja 2020. godine.

## Vanjske poveznice
- 17. obljetnica 1. gardijske brigade HVO-a "Ante Bruno Bušić"
- Braniteljski.hr Ratni put 1. gardijske brigade HVO-a „Ante Bruno Bušić“ (1 dio) 26. siječnja 2015.